# Serie A1 2015-2016 (hockey su pista)
La Serie A1 2015-2016 è stata la 93ª edizione (la 67ª a girone unico) del torneo di primo livello del campionato italiano di hockey su pista. La competizione ha avuto inizio il 3 ottobre 2015 e si è conclusa il 31 maggio 2016.
Lo scudetto è stato conquistato dal Forte dei Marmi per la terza volta consecutiva nella sua storia; i rossoblu si imposero sull'Amatori Lodi dopo un confronto estremamente combattuto e risolto soltanto in gara cinque della finale scudetto.

## Stagione

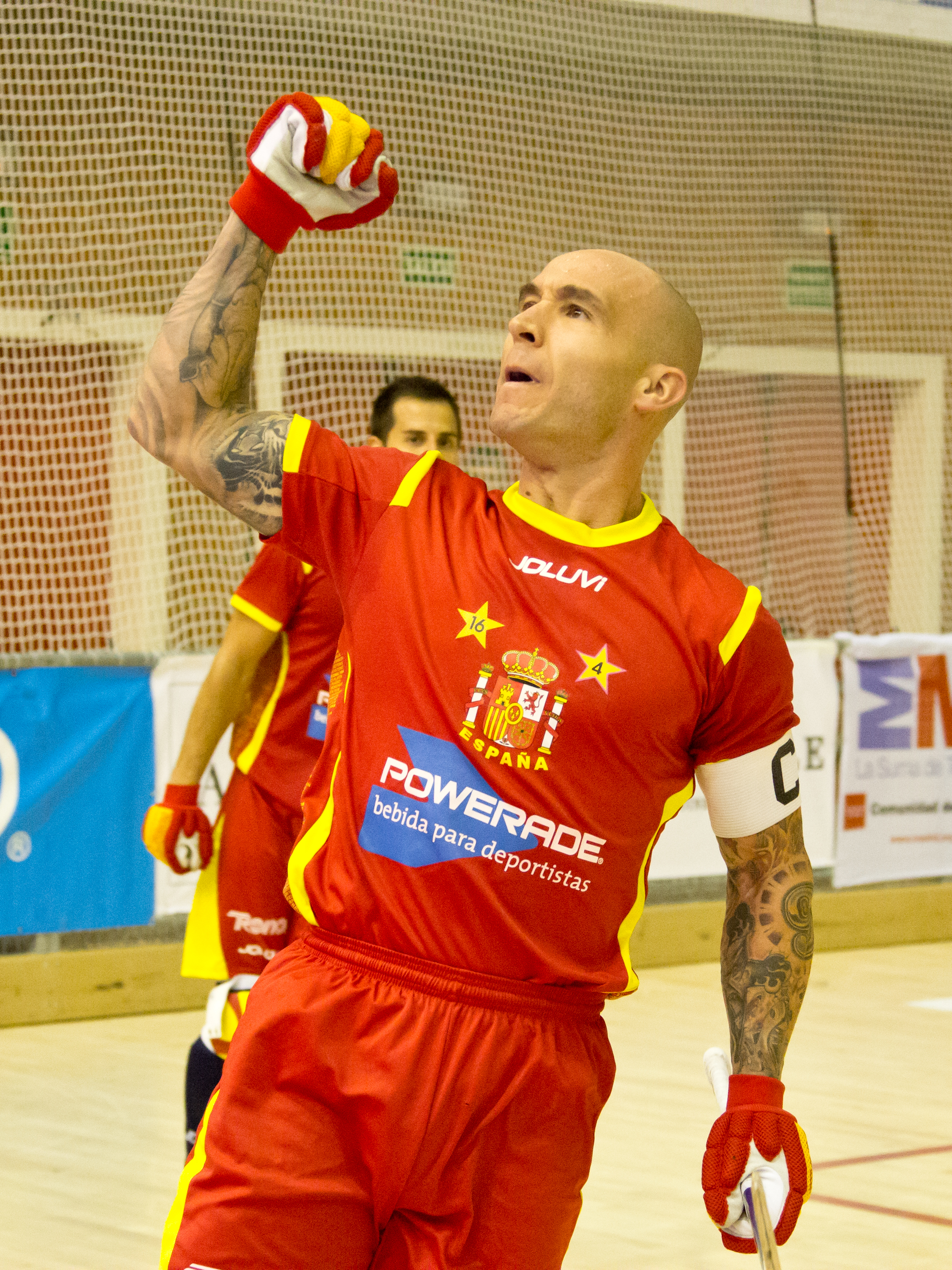
Pedro Gil Gómez, qui ritratto con la maglia della Nazionale, giocatore del Forte dei Marmi.

### Novità
La stagione 2015-2016 della serie A1 vide ai nastri di partenza quattordici club. Al torneo hanno partecipato: AFP Giovinazzo, Amatori Lodi, Bassano, Breganze, CGC Viareggio, Follonica, Forte dei Marmi, HRC Monza, Matera, Sarzana, Trissino, Valdagno; 
al posto delle retrocesse Prato 1954 e Correggio hanno partecipato le due neoprommosse HRC Monza e Thiene. 

### Formula
Come ormai consuetudine, la manifestazione è organizzata in due fasi. La prima fase vede la disputa di un girone all'italiana, con gare di andata e ritorno per un totale di 26 giornate: sono assegnati 3 punti per l'incontro vinto e un punto a testa per l'incontro pareggiato, mentre non ne è attribuito alcuno per la sconfitta. Al termine della prima fase le prime otto squadre classificate si qualificano per i play-off scudetto mentre le squadre classificate al 13º e al 14º posto sono retrocesse in Serie A2 nella stagione successiva.

Le formazioni classificate dal 1º all'8º posto al termine del girone di andata sono state ammesse alle Final Eight di Coppa Italia.

### Avvenimenti

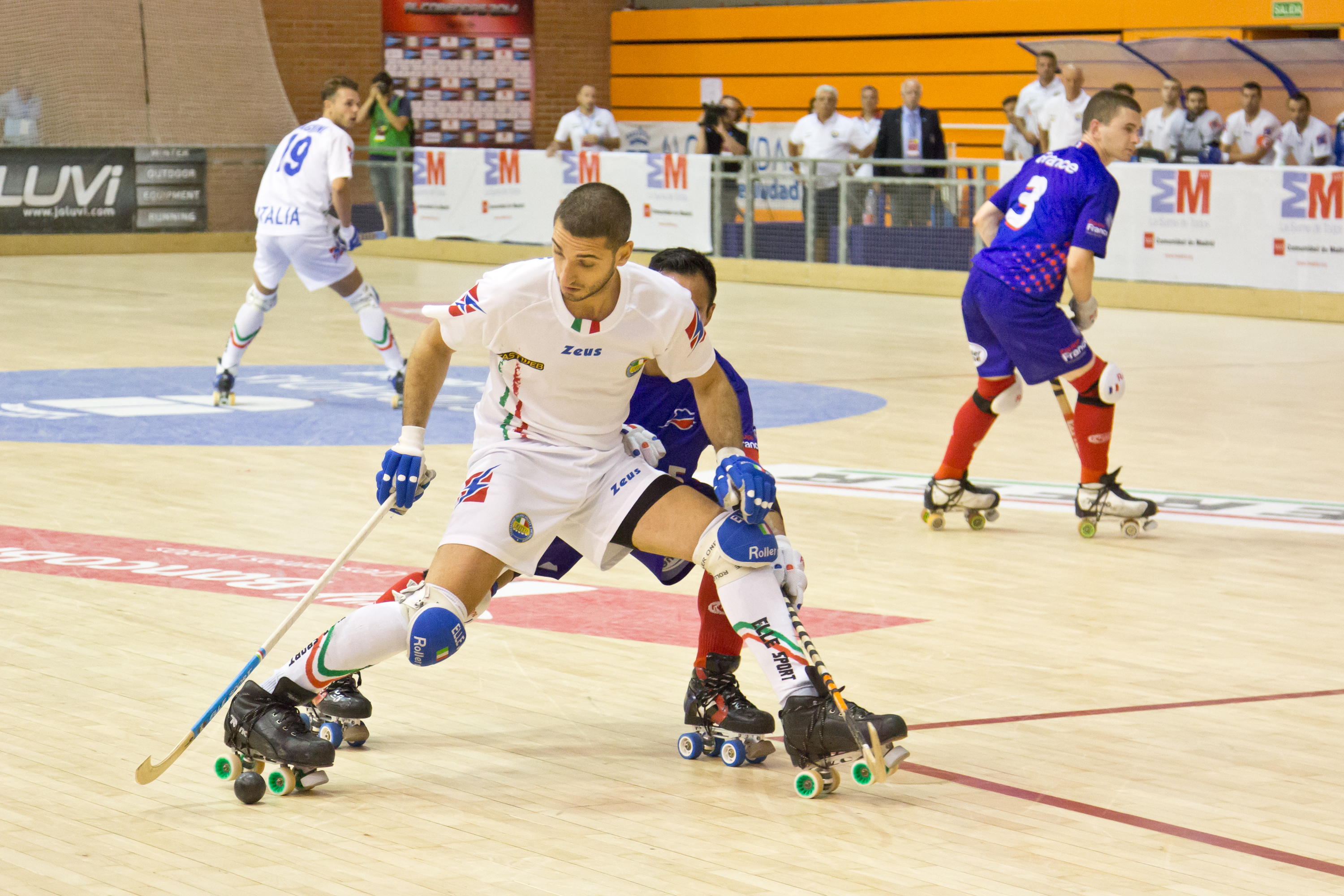
Domenico Illuzzi, qui ritratto con la maglia della Nazionale, capitano dell'Amatori Lodi che contese lo scudetto al Forte dei Marmi.

La stagione regolare del torneo iniziò il 3 ottobre 2015 e terminò il 16 aprile 2016. Per tutto l'arco della stagione ci furono molti cambianti in testa alla classifica. Fu il Follonica a prendere la testa solitaria della graduatoria già alla seconda giornata, poi fu la volta del Forte dei Marmi dalla quinta all'ottava; poi ci fu l'alternanza tra l'Amatori Lodi e il Breganze. Al termine della stagione regolare arrivarono appaiate in cima alla classifica il Forte dei Marmi e il Matera, seguite dal terzetto composta da Lodi, Breganze e Viareggio. Più indietro arrivarono il Bassano, il Follonica e la sorprendete neopromossa Monza che c'entrò l'ultimo posto utile per disputare i play-off scudetto. Retrocedettero in serie A2 Cremona, in virtù della peggior classifica avulsa contro Giovinazzo e Sarzana, e il Thiene.

Il primo turno dei play-off vide il Forte dei Marmi eliminare in due gare il Monza così come il Matera ebbe la meglio sul Follonica. L'Amatori Lodi impiegò tre gare invece per avere la meglio sul Bassano mentre il Viareggio eliminò il Breganze in gara tre sovvertendo il fattore campo.

In semifinale i campioni d'Italia del Forte ebbero la meglio sul Viareggio in tre gare qualificandosi per la loro terza finale scudetto consecutiva. L'Amatori Lodi riuscì a sconfiggere il Matera sempre in tre gare tornando a disputare l'atto conclusivo del campionato dopo ventitré anni dall'ultima volta avvenuta nella stagione 1992-1993.

La serie finale si apre sulla pista del PalaCastellotti di Lodi e vide i giallorossi lombardi avere la meglio sui campioni uscenti per cinque reti a una portando sull'1-0 nella serie. La seconda gara, giocata a Follonica, vide il ritorno del Forte che si impose con un perentorio 6 a 2 . Nella terza gara, disputata ancora a Follonica, l'Amatori Lodi si impose ai tiri di rigore portandosi sul 2 a 1 nella serie con il vantaggio di giocare gara quattro in casa. Gara quattro vide il Forte ribaltare il punteggio che lo vedeva a 10' minuti dalla fine soccombere per 4 a 2; in dieci minuti però i toscani realizzarono tre gol che permise loro di vencere la partita per 5 a 4 pareggiando la serie per 2 a 2 e così di poter giocare la gara decisiva al PalaForte. La decisiva gara cinque fu giocata a Forte dei Marmi e vide la vittoria per 6 a 3 con quattro gol di Pedro Gil che regalarono il terzo titolo consecutivo al rossoblu.

## Squadre partecipanti
| Club            | Stagione | Città                   | Impianto                                 | Stagione precedente                                            |
| --------------- | -------- | ----------------------- | ---------------------------------------- | -------------------------------------------------------------- |
| AFP Giovinazzo  | dettagli | Giovinazzo (BA)         | PalaPansini                              | 12º in Serie A1                                                |
| Amatori Lodi    | dettagli | Lodi                    | PalaCastellotti                          | 9º in Serie A1                                                 |
| Bassano         | dettagli | Bassano del Grappa (VI) | PalaBassano                              | 6º in Serie A1, quarti di finale play-off scudetto             |
| Breganze        | dettagli | Breganze (VI)           | PalaFerrarin                             | 3º in Serie A1, semifinali play-off scudetto                   |
| CGC Viareggio   | dettagli | Viareggio (LU)          | PalaBarsacchi                            | 2º in Serie A1, finale play-off scudetto                       |
| Cremona         | dettagli | Pieve San Giacomo (CR)  | Palestra comunale di San Daniele Po (CR) | 8º in Serie A1, quarti di finale play-off scudetto             |
| Follonica       | dettagli | Follonica (GR)          | Pista Armeni                             | 7º in Serie A1, quarti di finale play-off scudetto             |
| Forte dei Marmi | dettagli | Forte dei Marmi (LU)    | PalaForte                                | 1º in Serie A1, vincitore play-off scudetto, campione d'Italia |
| HRC Monza       | dettagli | Monza                   | PalaRovagnati di Biassono (MB)           | 1º in Serie A2, promosso                                       |
| Matera          | dettagli | Matera                  | Sportintenda                             | 10º in Serie A1                                                |
| Sarzana         | dettagli | Sarzana (SP)            | Pista Vecchio Mercato                    | 11º in Serie A1                                                |
| Thiene          | dettagli | Thiene (VI)             | PalaCeccato                              | 3º in Serie A2, vince i play-off promozione, promosso          |
| Trissino        | dettagli | Trissino (VI)           | Palasport di Trissino                    | 5º in Serie A1, semifinali play-off scudetto                   |
| Valdagno        | dettagli | Valdagno (VI)           | PalaLido                                 | 4º in Serie A1, quarti di finale play-off scudetto             |

### Allenatori e primatisti
| Squadra         | Allenatore                                        | Cannoniere (Miglior marcatore nella stagione regolare) |
| --------------- | ------------------------------------------------- | ------------------------------------------------------ |
| AFP Giovinazzo  | Francesco Amato (1ª-13ª) Angelo Depalma (14ª-26ª) | Ricardo Rodríguez Díaz (29 reti)                       |
| Amatori Lodi    | Paolo De Rinaldis                                 | Federico Ambrosio (47 reti)                            |
| Bassano         | Enrico Bernardini (1ª-2ª) Pino Marzella (3ª-26ª)  | Massimo Tataranni (30 reti)                            |
| Breganze        | Mirco De Gerone (1ª-22ª) Fausto Pozzan (23ª-26ª)  | Gastón De Oro (26 reti) Gerard Teixidó (26 reti)       |
| CGC Viareggio   | Alessandro Bertolucci                             | Jepi Selva (42 reti)                                   |
| Cremona         | Ariano Civa                                       | Federico Balmaceda (21 reti) Mattia Civa (21 reti)     |
| Follonica       | Franco Polverini                                  | Marinho (41 reti)                                      |
| Forte dei Marmi | Pierluigi Bresciani                               | Pedro Gil (34 reti)                                    |
| HRC Monza       | Tommaso Colamaria                                 | Lucas Martínez (56 reti)                               |
| Matera          | Nuno Resende                                      | Gonzalo Romero (28 reti)                               |
| Sarzana         | Alessandro Cupisti                                | Francesco Dolce (24 reti)                              |
| Thiene          | Giorgio Casarotto                                 | Andrea Brendolin (20 reti)                             |
| Trissino        | Dario Rigo                                        | Maximiliano Oruste (33 reti)                           |
| Valdagno        | Franco Vanzo                                      | Juan Fariza (34 reti)                                  |

## Stagione regolare

### Risultati
| Andata (1ª) | Andata (1ª) | Prima giornata           | Ritorno (14ª) | Ritorno (14ª) |
|             |             |                          |               |               |
| 3 ott.      | 2-4         | Bassano-Matera           | 2-7           | 9 gen.        |
| 3 ott.      | 6-5         | Follonica-Amatori Lodi   | 6-8           | 9 gen.        |
| 3 ott.      | 2-2         | Sarzana-AFP Giovinazzo   | 2-2           | 9 gen.        |
| 3 ott.      | 0-4         | Thiene-Breganze          | 3-7           | 9 gen.        |
| 3 ott.      | 2-2         | Trissino-Forte dei Marmi | 0-3           | 9 gen.        |
| 3 ott.      | 4-3         | Valdagno 1938-Cremona    | 4-1           | 9 gen.        |
| 4 ott.      | 3-3         | CGC Viareggio-HRC Monza  | 3-2           | 9 gen.        |

| Andata (2ª) | Andata (2ª) | Seconda giornata           | Ritorno (15ª) | Ritorno (15ª) |
|             |             |                            |               |               |
| 10 ott.     | 2-4         | AFP Giovinazzo-Follonica   | 2-4           | 19 gen.       |
| 10 ott.     | 2-0         | Amatori Lodi-Valdagno 1938 | 5-4           | 19 gen.       |
| 10 ott.     | 5-5         | Breganze-Trissino          | 6-3           | 19 gen.       |
| 10 ott.     | 4-2         | Cremona-Thiene             | 3-4           | 19 gen.       |
| 10 ott.     | 8-2         | Forte dei Marmi-Sarzana    | 7-1           | 19 gen.       |
| 10 ott.     | 3-2         | HRC Monza-Bassano          | 4-7           | 19 gen.       |
| 10 ott.     | 3-3         | Matera-CGC Viareggio       | 6-4           | 19 gen.       |

| Andata (3ª) | Andata (3ª) | Terza giornata               | Ritorno (16ª) | Ritorno (16ª) |
|             |             |                              |               |               |
| 17 ott.     | 8-0         | Breganze-HRC Monza           | 3-2           | 23 gen.       |
| 17 ott.     | 6-3         | CGC Viareggio-AFP Giovinazzo | 10-5          | 23 gen.       |
| 17 ott.     | 4-4         | Follonica-Valdagno 1938      | 2-2           | 23 gen.       |
| 17 ott.     | 4-2         | Matera-Amatori Lodi          | 2-5           | 23 gen.       |
| 17 ott.     | 2-10        | Sarzana-Bassano              | 3-4           | 23 gen.       |
| 17 ott.     | 4-6         | Thiene-Forte dei Marmi       | 1-7           | 23 gen.       |
| 17 ott.     | 3-1         | Trissino-Cremona             | 3-5           | 23 gen.       |

| Andata (4ª) | Andata (4ª) | Quarta giornata         | Ritorno (17ª) | Ritorno (17ª) |
|             |             |                         |               |               |
| 20 ott.     | 6-2         | Follonica-Thiene        | 5-5           | 30 gen.       |
| 24 ott.     | 2-5         | Valdagno 1938-HRC Monza | 2-5           | 30 gen.       |
| 27 ott.     | 4-3         | AFP Giovinazzo-Breganze | 5-6           | 30 gen.       |
| 27 ott.     | 1-3         | Bassano-Forte dei Marmi | 2-4           | 30 gen.       |
| 27 ott.     | 7-2         | Amatori Lodi-Trissino   | 3-2           | 30 gen.       |
| 27 ott.     | 3-5         | Cremona-CGC Viareggio   | 2-4           | 30 gen.       |
| 27 ott.     | 1-5         | Sarzana-Matera          | 0-4           | 30 gen.       |

| Andata (5ª) | Andata (5ª) | Quinta giornata             | Ritorno (18ª) | Ritorno (18ª) |
|             |             |                             |               |               |
| 31 ott.     | 7-4         | Amatori Lodi-Sarzana        | 13-6          | 9 feb.        |
| 31 ott.     | 4-4         | Breganze-Bassano            | 3-4           | 9 feb.        |
| 31 ott.     | 2-2         | CGC Viareggio-Valdagno 1938 | 4-1           | 9 feb.        |
| 31 ott.     | 13-3        | Forte dei Marmi-Cremona     | 5-5           | 9 feb.        |
| 31 ott.     | 12-1        | HRC Monza-AFP Giovinazzo    | 4-2           | 6 feb.        |
| 31 ott.     | 3-3         | Matera-Follonica            | 1-3           | 9 feb.        |
| 31 ott.     | 2-3         | Thiene-Trissino             | 1-3           | 6 feb.        |

| Andata (6ª) | Andata (6ª) | Sesta giornata               | Ritorno (19ª) | Ritorno (19ª) |
|             |             |                              |               |               |
| 7 nov.      | 5-4         | Sarzana-HRC Monza            | 2-4           | 13 feb.       |
| 7 nov.      | 4-8         | Thiene-Amatori Lodi          | 3-9           | 13 feb.       |
| 7 nov.      | 5-2         | Trissino-Follonica           | 2-3           | 13 feb.       |
| 7 nov.      | 7-4         | Valdagno 1938-AFP Giovinazzo | 3-3           | 13 feb.       |
| 10 nov.     | 5-3         | Bassano-CGC Viareggio        | 4-4           | 13 feb.       |
| 10 nov.     | 2-4         | Cremona-Breganze             | 1-6           | 13 feb.       |
| 10 nov.     | 3-2         | Forte dei Marmi- Matera      | 5-4           | 13 feb.       |

| Andata (7ª) | Andata (7ª) | Settima giornata            | Ritorno (20ª) | Ritorno (20ª) |
|             |             |                             |               |               |
| 14 nov.     | 4-7         | AFP Giovinazzo-Amatori Lodi | 3-8           | 20 feb.       |
| 14 nov.     | 7-3         | Breganze-Forte dei Marmi    | 3-3           | 20 feb.       |
| 14 nov.     | 5-1         | CGC Viareggio-Trissino      | 3-1           | 20 feb.       |
| 14 nov.     | 3-3         | Cremona-Bassano             | 4-5           | 20 feb.       |
| 14 nov.     | 6-2         | Follonica-Sarzana           | 5-2           | 20 feb.       |
| 14 nov.     | 5-4         | HRC Monza-Thiene            | 3-3           | 20 feb.       |
| 14 nov.     | 7-2         | Matera-Valdagno 1938        | 4-2           | 20 feb.       |

| Andata (8ª) | Andata (8ª) | Ottava giornata           | Ritorno (21ª) | Ritorno (21ª) |
|             |             |                           |               |               |
| 21 nov.     | 3-5         | AFP Giovinazzo-Bassano    | 3-6           | 5 mar.        |
| 21 nov.     | 8-3         | Amatori Lodi-HRC Monza    | 6-8           | 2 mar.        |
| 21 nov.     | 3-5         | CGC Viareggio-Breganze    | 2-2           | 5 mar.        |
| 21 nov.     | 2-6         | Follonica-Forte dei Marmi | 1-4           | 1 mar.        |
| 21 nov.     | 5-1         | Matera-Cremona            | 5-2           | 3 mar.        |
| 21 nov.     | 7-2         | Trissino-Sarzana          | 5-2           | 2 mar.        |
| 21 nov.     | 1-2         | Valdagno 1938-Thiene      | 3-0           | 5 mar.        |

| Andata (9ª) | Andata (9ª) | Nona giornata                 | Ritorno (22ª) | Ritorno (22ª) |
|             |             |                               |               |               |
| 28 nov.     | 10-4        | HRC Monza-Trissino            | 2-3           | 8 mar.        |
| 28 nov.     | 8-3         | Thiene-AFP Giovinazzo         | 3-3           | 8 mar.        |
| 1º dic.     | 7-3         | Bassano-Follonica             | 2-5           | 8 mar.        |
| 1º dic.     | 3-1         | Breganze-Matera               | 3-4           | 8 mar.        |
| 1º dic.     | 3-3         | Cremona-Amatori Lodi          | 4-4           | 8 mar.        |
| 1º dic.     | 2-3         | Forte dei Marmi-CGC Viareggio | 2-4           | 8 mar.        |
| 1º dic.     | 5-5         | Sarzana-Valdagno 1938         | 0-2           | 8 mar.        |

| Andata (10ª) | Andata (10ª) | Decima giornata              | Ritorno (23ª) | Ritorno (23ª) |
|              |              |                              |               |               |
| 5 dic.       | 4-3          | AFP Giovinazzo-Cremona       | 4-3           | 12 mar.       |
| 5 dic.       | 7-5          | Amatori Lodi-Forte dei Marmi | 4-6           | 12 mar.       |
| 5 dic.       | 2-2          | Follonica-Breganze           | 2-5           | 12 mar.       |
| 5 dic.       | 1-3          | HRC Monza-Matera             | 3-6           | 12 mar.       |
| 5 dic.       | 3-6          | Sarzana-CGC Viareggio        | 3-3           | 11 mar.       |
| 5 dic.       | 2-10         | Thiene-Bassano               | 5-7           | 12 mar.       |
| 5 dic.       | 3-3          | Valdagno 1938-Trissino       | 1-7           | 12 mar.       |

| Andata (11ª) | Andata (11ª) | Undicesima giornata        | Ritorno (24ª) | Ritorno (24ª) |
|              |              |                            |               |               |
| 8 dic.       | 3-2          | Bassano-Valdagno 1938      | 5-9           | 2 apr.        |
| 8 dic.       | 2-1          | Breganze-Sarzana           | 7-5           | 2 apr.        |
| 8 dic.       | 2-1          | CGC Viareggio-Amatori Lodi | 0-1           | 2 apr.        |
| 8 dic.       | 5-9          | Cremona-Follonica          | 3-5           | 2 apr.        |
| 8 dic.       | 6-3          | Forte dei Marmi-HRC Monza  | 2-3           | 5 apr.        |
| 8 dic.       | 5-0          | Matera-Thiene              | 5-1           | 2 apr.        |
| 8 dic.       | 7-2          | Trissino-AFP Giovinazzo    | 3-4           | 2 apr.        |

| Andata (12ª) | Andata (12ª) | Dodicesima giornata            | Ritorno (25ª) | Ritorno (25ª) |
|              |              |                                |               |               |
| 15 dic.      | 1-1          | Bassano-Amatori Lodi           | 3-2           | 9 apr.        |
| 15 dic.      | 7-1          | Breganze-Valdagno 1938         | 3-3           | 9 apr.        |
| 15 dic.      | 5-3          | Cremona-HRC Monza              | 2-3           | 9 apr.        |
| 15 dic.      | 4-4          | Follonica-CGC Viareggio        | 5-6           | 9 apr.        |
| 15 dic.      | 8-1          | Forte dei Marmi-AFP Giovinazzo | 4-2           | 9 apr.        |
| 15 dic.      | 4-4          | Matera-Trissino                | 3-2           | 9 apr.        |
| 15 dic.      | 3-4          | Thiene-Sarzana                 | 5-8           | 9 apr.        |

| \| Andata (13ª) \| Andata (13ª) \| Tredicesima giornata \| Ritorno (26ª) \| Ritorno (26ª) \| \| \| \| \| \| \| \| 19 dic. \| 2-3 \| AFP Giovinazzo-Matera \| 3-4 \| 16 apr. \| \| 19 dic. \| 4-4 \| Amatori Lodi-Breganze \| 3-2 \| 16 apr. \| \| 19 dic. \| 6-0 \| CGC Viareggio-Thiene \| 9-3 \| 16 apr. \| \| 19 dic. \| 4-4 \| HRC Monza-Follonica \| 5-8 \| 16 apr. \| \| 19 dic. \| 5-3 \| Sarzana-Cremona \| 2-8 \| 16 apr. \| \| 19 dic. \| 5-4 \| Trissino-Bassano \| 5-5 \| 16 apr. \| \| 19 dic. \| 4-7 \| Valdagno 1938-Forte dei Marmi \| 2-4 \| 16 apr. \| |              |                               |               |               |
| Andata (13ª) | Andata (13ª) | Tredicesima giornata          | Ritorno (26ª) | Ritorno (26ª) |
| |              |                               |               |               |
| 19 dic. | 2-3          | AFP Giovinazzo-Matera         | 3-4           | 16 apr.       |
| 19 dic. | 4-4          | Amatori Lodi-Breganze         | 3-2           | 16 apr.       |
| 19 dic. | 6-0          | CGC Viareggio-Thiene          | 9-3           | 16 apr.       |
| 19 dic. | 4-4          | HRC Monza-Follonica           | 5-8           | 16 apr.       |
| 19 dic. | 5-3          | Sarzana-Cremona               | 2-8           | 16 apr.       |
| 19 dic. | 5-4          | Trissino-Bassano              | 5-5           | 16 apr.       |
| 19 dic. | 4-7          | Valdagno 1938-Forte dei Marmi | 2-4           | 16 apr.       |

### Classifica finale
|  | Pos. | Squadra         | Pt | G  | V  | N | P  | GF  | GS  | DR  |
|  | ---- | --------------- | -- | -- | -- | - | -- | --- | --- | --- |
|  | 1.   | Forte dei Marmi | 57 | 26 | 18 | 3 | 5  | 128 | 73  | +55 |
|  | 2.   | Matera          | 57 | 26 | 18 | 3 | 5  | 104 | 62  | +42 |
|  | 3.   | Amatori Lodi    | 52 | 26 | 16 | 4 | 6  | 133 | 91  | +42 |
|  | 4.   | Breganze        | 52 | 26 | 15 | 7 | 4  | 114 | 70  | +44 |
|  | 5.   | CGC Viareggio   | 52 | 26 | 15 | 7 | 4  | 107 | 72  | +35 |
|  | 6.   | Bassano         | 44 | 26 | 13 | 5 | 8  | 113 | 96  | +17 |
|  | 7.   | Follonica       | 43 | 26 | 12 | 7 | 7  | 109 | 98  | +11 |
|  | 8.   | HRC Monza       | 36 | 26 | 11 | 3 | 12 | 104 | 104 | 0   |
|  | 9.   | Trissino        | 35 | 26 | 10 | 5 | 11 | 90  | 90  | 0   |
|  | 10.  | Valdagno        | 25 | 26 | 6  | 7 | 13 | 75  | 97  | -22 |
|  | 11.  | AFP Giovinazzo  | 16 | 26 | 4  | 4 | 18 | 76  | 135 | -59 |
|  | 12.  | Sarzana         | 16 | 26 | 4  | 4 | 18 | 74  | 137 | -63 |
|  | 13.  | Cremona         | 16 | 26 | 4  | 4 | 18 | 82  | 117 | -45 |
|  | 14.  | Thiene          | 12 | 26 | 3  | 3 | 20 | 70  | 137 | -67 |

Legenda:
  Partecipa ai play-off scudetto.
  Vincitore della Coppa Italia 2015-2016.
  Vincitore della Supercoppa italiana 2015.
      Campione d'Italia e ammessa alla CERH European League 2016-2017.
      Ammesse all'CERH European League 2016-2017.
      Ammesse alla Coppa CERS 2016-2017.
      Retrocesse in Serie A2 2016-2017.
Note:
Tre punti a vittoria, uno a pareggio, zero a sconfitta.
In caso di arrivo di due o più squadre a pari punti, la graduatoria finale è stilata secondo la classifica avulsa tra le squadre interessate che prevede, in ordine, i seguenti criteri:
- punti negli scontri diretti;
- differenza reti negli scontri diretti;
- differenza reti generale;
- reti realizzate in generale;
- sorteggio.

Il Forte dei Marmi prevale sul Matera in virtù della migliore classifica avulsa negli scontri diretti.
L'Amatori Lodi fu terzo, il Breganze quarto e il CGC Viareggio quinto in virtù della classifica avulsa negli scontri diretti.
L'AFP Giovinazzo fu undicesimo, il Sarzana dodicesimo e il Cremona tredicesimo in virtù della classifica avulsa negli scontri diretti.
Matera e CGC Viareggio rinunciano a partecipare alla CERH European League.
Valdagno e AFP Giovinazzo rinunciano a partecipare alla Coppa CERS.

## Play-off scudetto

### Tabellone
|  | Quarti di finale | Quarti di finale | Quarti di finale | Quarti di finale | Quarti di finale |  |  | Semifinali | Semifinali      | Semifinali | Semifinali   | Semifinali |   |      | Finale | Finale          | Finale | Finale | Finale | Finale | Finale |  |
|  |                  |                  |                  |                  |                  |  |  |            |                 |            |              |            |   |      |        |                 |        |        |        |        |        |  |
|  | Forte dei Marmi  | Forte dei Marmi  | Forte dei Marmi  | 5                | 2                |  |  |            |                 |            |              |            |   |      |        |                 |        |        |        |        |        |  |
|  | HRC Monza        | HRC Monza        | HRC Monza        | 0                | 1                |  |  | 1          | Forte dei Marmi | 2          | 5            | 3          |   |      |        |                 |        |        |        |        |        |  |
|  | Breganze         | Breganze         | Breganze         | 3                | 1                |  |  | 5          | CGC Viareggio   | 3          | 1            | 2          |   |      |        |                 |        |        |        |        |        |  |
|  | CGC Viareggio    | CGC Viareggio    | CGC Viareggio    | 4                | 6                |  |  |            |                 |            |              |            |   |      | 1      | Forte dei Marmi | 1      | 6      | 2(1)   | 5      | 6      |  |
|  | Amatori Lodi     | Amatori Lodi     | 2                | 8                | 3                |  |  |            |                 | 3          | Amatori Lodi | 5          | 2 | 2(2) | 4      | 3               |        |        |        |        |        |  |
|  | Bassano          | Bassano          | 8                | 2                | 2                |  |  | 3          | Amatori Lodi    | 9          | 2(2)         | 7          |   |      |        |                 |        |        |        |        |        |  |
|  | Matera           | Matera           | Matera           | 5                | 4                |  |  | 2          | Matera          | 1          | 2(3)         | 1          |   |      |        |                 |        |        |        |        |        |  |
|  | Follonica        | Follonica        | Follonica        | 4                | 2                |  |  |            |                 |            |              |            |   |      |        |                 |        |        |        |        |        |  |

### Quarti di finale
(1) Forte dei Marmi vs. (8) HRC Monza
| Arbitri: | Galoppi (Follonica) Ferraro (Bassano del Grappa) |

|                   |            |                                                                |
|                   | Marcatori  | 11'55" 34'07" 34'39" Pedro Gil 37'00" Orlandi 49'47" Maremmani |
| Tommaso Colamaria | Allenatori | Pierluigi Bresciani                                            |

| Arbitri: | Da Prato (Viareggio) Uggeri (Lodi) |

|                                           |            |                      |
| Pedro Gil 16'26" D. Motaran 51'05" (g.g.) | Marcatori  | 41'42" Fra. Compagno |
| Pierluigi Bresciani                       | Allenatori | Tommaso Colamaria    |

(2) Matera vs. (7) Follonica
| Arbitri: | Da Prato (Viareggio) Iuorio (Salerno) |

|                                               |            |                                                                  |
| Marinho 0'20" 38'04" F. Pagnini 28'04" 48'48" | Marcatori  | 17'02" 46'16" 48'03" G. Romero 24'19" J. López 29'56" V. Antezza |
| Franco Polverini                              | Allenatori | Nuno Resende                                                     |

| Arbitri: | Barbarisi (Salerno) Uggeri (Lodi) |

|                                                             |            |                        |
| Ghirardello 7'35" 46'28" G. Romero 32'47" V. Antezza 36'00" | Marcatori  | 46'39" 47'44" Saavedra |
| Nuno Resende                                                | Allenatori | Franco Polverini       |

(3) Amatori Lodi vs. (6) Bassano
| Arbitri: | Carmazzi (Viareggio) Molli (Viareggio) |

|                                                                                        |            |                                 |
| Tataranni 12'04" 12'39" 13'12" 34'23" 43'18" 45'03" Ferruccio 46'02" D. Giménez 46'39" | Marcatori  | 22'23" Ambrosio 49'19" Malagoli |
| Pino Marzella                                                                          | Allenatori | Paolo De Rinaldis               |

| Arbitri: | Da Prato (Viareggio) Andrisani (Matera) |

|                                                                                                  |            |                                 |
| Illuzzi 4'35" 48'26" F. De Rinaldis 35'17" 40'39" 42'58" A. Verona 38'05" 49'06" Malagoli 47'28" | Marcatori  | 0'29" S. Amato 30'19" E. García |
| Paolo De Rinaldis                                                                                | Allenatori | Pino Marzella                   |

| Arbitri: | Eccelsi (Novara) Fronte (Novara) |

|                                                |            |                                   |
| Malagoli 26'43" Illuzzi 40'38" Ambrosio 46'20" | Marcatori  | 18'27" Tataranni 38'41" E. García |
| Paolo De Rinaldis                              | Allenatori | Pino Marzella                     |

(4) Breganze vs. (5) CGC Viareggio
| Arbitri: | Strippoli (Bari) Silecchia (Giovinazzo) |

|                                                                    |            |                                         |
| Jepi Selva 13'05" Muglia 32'11" Palagi 35'13" M. Bertolucci 47'31" | Marcatori  | 2'41" 12'53" Á. Giménez 14'28" G. Cocco |
| Alessandro Bertolucci                                              | Allenatori | Fausto Pozzan                           |

| Arbitri: | Galoppi (Follonica) Fronte (Novara) |

|                |            |                                                                                   |
| Teixidó 32'33" | Marcatori  | 0'15" Montigel 18'03" 31'36" Muglia 21'22" Jepi Selva 28'25" 46'36" M. Bertolucci |
| Fausto Pozzan  | Allenatori | Alessandro Bertolucci                                                             |

### Semifinali
(1) Forte dei Marmi vs. (5) CGC Viareggio
| Arbitri: | Eccelsi (Novara) Fronte (Novara) |

|                                                      |            |                                   |
| Palagi 11'39" Jepi Selva 18'55" Muglia 54'37" (g.g.) | Marcatori  | 36'10" Pedro Gil 43'59" Maremmani |
| Alessandro Bertolucci                                | Allenatori | Pierluigi Bresciani               |

| Arbitri: | Galoppi (Follonica) Andrisani (Matera) |

|                                                                          |            |                       |
| M. Pagnini 1'41" Maremmani 12'35" Cancela 27'41" 32'33" Pedro Gil 30'36" | Marcatori  | 48'36" Sérgio Silva   |
| Pierluigi Bresciani                                                      | Allenatori | Alessandro Bertolucci |

| Arbitri: | Eccelsi (Novara) Silecchia (Giovinazzo) |

|                                                 |            |                                      |
| M. Pagnini 9'15" 54'51" (g.g.) Pedro Gil 30'48" | Marcatori  | 6'26" Jepi Selva 38'25" Sérgio Silva |
| Pierluigi Bresciani                             | Allenatori | Alessandro Bertolucci                |

(2) Matera vs. (3) Amatori Lodi
| Arbitri: | Galoppi (Follonica) Ferrari (Viareggio) |

| |            |                   |
| Ambrosio 4'07" 7'59" 39'21" 42'27" A. Verona 10'49" 43'42" Illuzzi 11'06" F. De Rinaldis 17'34" Malagoli 49'51" | Marcatori  | 30'35" V. Antezza |
| Paolo De Rinaldis                                                                                               | Allenatori | Nuno Resende      |

| Arbitri: | Da Prato (Viareggio) Fronte (Novara) |

|                              |                      |                               |
| Borsi 32'43" 40'37"          | Marcatori            | 7'51" Ambrosio 30'31" Illuzzi |
| Ghirardello Borsi V. Antezza | Tiri di rigore 3 – 2 | Malagoli A. Verona            |
| Nuno Resende                 | Allenatori           | Paolo De Rinaldis             |

| Arbitri: | Da Prato (Viareggio) Galoppi (Follonica) |

|                  |            |                                                                                                 |
| G. Romero 42'52" | Marcatori  | 23'55" 31'50" Ambrosio 24'39" 33'43" Illuzzi 30'42" F. Platero 35'34" Malagoli 41'54" A. Verona |
| Nuno Resende     | Allenatori | Paolo De Rinaldis                                                                               |

### Finale
(1) Forte dei Marmi vs. (3) Amatori Lodi
| Arbitri: | Galoppi (Follonica) Silecchia (Giovinazzo) |

|                                                                          |            |                     |
| Ambrosio 11'01" 49'45" Illuzzi 27'21" A. Verona 32'42" F. Platero 45'42" | Marcatori  | 19'51" Orlandi      |
| Paolo De Rinaldis                                                        | Allenatori | Pierluigi Bresciani |

| Arbitri: | Ferrari (Viareggio) Andrisani (Matera) |

|                                                                                   |            |                                |
| Pedro Gil 10'18" 48'32" M. Pagnini 15'08" D. Motaran 31'36" 32'47" Cancela 33'25" | Marcatori  | 13'12" Illuzzi 41'56" Ambrosio |
| Pierluigi Bresciani                                                               | Allenatori | Paolo De Rinaldis              |

| Arbitri: | Galoppi (Follonica) Fronte (Novara) |

|                              |                      |                                    |
| Torner 13'16" Orlandi 39'57" | Marcatori            | 12'33" A. Verona 26'32" F. Platero |
| Pedro Gil                    | Tiri di rigore 1 – 2 | Ambrosio A. Verona                 |
| Pierluigi Bresciani          | Allenatori           | Paolo De Rinaldis                  |

| Arbitri: | Eccelsi (Novara) Da Prato (Viareggio) |

|                                                       |            |                                                             |
| A. Verona 0'56" 38'27" Ambrosio 24'55" Illuzzi 40'12" | Marcatori  | 26'56" Torner 35'37" 41'03" Cancela 48'08" 48'45" Pedro Gil |
| Paolo De Rinaldis                                     | Allenatori | Pierluigi Bresciani                                         |

| Arbitri: | Ferrari (Viareggio) Galoppi (Follonica) |

|                                                                   |            |                                                    |
| Torner 1'29" Pedro Gil 23'31" 25'30" 43'31" 48'22" Cancela 49'36" | Marcatori  | 19'00" Malagoli 38'00" A. Verona 45'28" F. Platero |
| Pierluigi Bresciani                                               | Allenatori | Paolo De Rinaldis                                  |

## Verdetti
| Verdetto                       | Club                                               |
| ------------------------------ | -------------------------------------------------- |
| Campione d'Italia 2015-2016    | Forte dei Marmi (3º titolo)                        |
| CERH European League 2016-2017 | Forte dei Marmi Amatori Lodi Breganze Bassano      |
| Coppa CERS 2016-2017           | CGC Viareggio Follonica HRC Monza Trissino Sarzana |
| Retrocesse in Serie A2         | Cremona Thiene                                     |

### Squadra campione

#### Giocatori
| N° | Naz.              | Ruolo | Sportivo          |  |  |  |
| -- | ----------------- | ----- | ----------------- |  |  |  |
|    | Spagna (bandiera) | E     | Pablo Cancela     |  |  |  |
|    | Spagna (bandiera) | E     | Pedro Gil Gómez   |  |  |  |
|    | Italia (bandiera) | E     | Giacomo Maremmani |  |  |  |
|    | Italia (bandiera) | E     | Davide Motaran    |  |  |  |
|    | Italia (bandiera) | E     | Alberto Orlandi   |  |  |  |
|    | Italia (bandiera) | E     | Marco Pagnini     |  |  |  |
|    | Italia (bandiera) | P     | Federico Stagi    |  |  |  |
|    | Spagna (bandiera) | E     | Enric Torner      |  |  |  |
|    | Italia (bandiera) | P     | Mattia Verona     |  |  |  |

#### Staff tecnico
- Allenatore:  Pierluigi Bresciani
- Allenatore in seconda:
- Meccanico:

## Statistiche del torneo

### Capoliste solitarie
|    | ——    | —— | —— | ——    | ——    | ——    | ——    | ——  | ——   | ——  | ——  | ——  | ——  | ——  | ——  | ——  | ——    | ——    | ——  | ——    | ——    | ——    | ——  | ——  | ——  | —— |  |
|    | Foll. |    |    | Forte | Forte | Forte | Forte | Bre | Lodi | Bre | Bre |     |     |     |     |     | Forte | Forte |     | Forte | Forte | Forte |     |     |     |    |  |
|    |       |    |    |       |       |       |       |     |      |     |     |     |     |     |     |     |       |       |     |       |       |       |     |     |     |    |  |
|    |       |    |    |       |       |       |       |     |      |     |     |     |     |     |     |     |       |       |     |       |       |       |     |     |     |    |  |
| 1ª | 2ª    | 3ª | 4ª | 5ª    | 6ª    | 7ª    | 8ª    | 9ª  | 10ª  | 11ª | 12ª | 13ª | 14ª | 15ª | 16ª | 17ª | 18ª   | 19ª   | 20ª | 21ª   | 22ª   | 23ª   | 24ª | 25ª | 26ª |    |  |

### Classifica in divenire
|                 | 1ª | 2ª | 3ª | 4ª | 5ª | 6ª | 7ª | 8ª | 9ª | 10ª | 11ª | 12ª | 13ª | 14ª | 15ª | 16ª | 17ª | 18ª | 19ª | 20ª | 21ª | 22ª | 23ª | 24ª | 25ª | 26ª |
| --------------- | -- | -- | -- | -- | -- | -- | -- | -- | -- | --- | --- | --- | --- | --- | --- | --- | --- | --- | --- | --- | --- | --- | --- | --- | --- | --- |
| AFP Giovinazzo  | 1  | 1  | 1  | 4  | 4  | 4  | 4  | 4  | 4  | 7   | 7   | 7   | 7   | 8   | 8   | 8   | 8   | 8   | 9   | 9   | 9   | 10  | 13  | 16  | 16  | 16  |
| Amatori Lodi    | 0  | 3  | 3  | 6  | 9  | 12 | 15 | 18 | 19 | 22  | 22  | 23  | 24  | 27  | 30  | 33  | 36  | 39  | 42  | 45  | 45  | 46  | 46  | 49  | 49  | 52  |
| Bassano         | 0  | 0  | 3  | 3  | 4  | 7  | 8  | 11 | 14 | 17  | 20  | 21  | 21  | 21  | 24  | 27  | 27  | 30  | 31  | 34  | 37  | 37  | 40  | 40  | 43  | 44  |
| Breganze        | 3  | 4  | 7  | 7  | 8  | 11 | 14 | 17 | 20 | 21  | 24  | 27  | 28  | 31  | 34  | 37  | 40  | 40  | 43  | 44  | 45  | 45  | 48  | 51  | 52  | 52  |
| CGC Viareggio   | 1  | 2  | 5  | 8  | 9  | 9  | 12 | 12 | 15 | 18  | 21  | 22  | 25  | 28  | 28  | 31  | 34  | 37  | 38  | 41  | 42  | 45  | 46  | 46  | 49  | 52  |
| Cremona         | 0  | 3  | 3  | 3  | 3  | 3  | 4  | 4  | 5  | 5   | 5   | 8   | 8   | 8   | 8   | 11  | 11  | 12  | 12  | 12  | 12  | 13  | 13  | 13  | 13  | 16  |
| Follonica       | 3  | 6  | 7  | 10 | 11 | 11 | 14 | 14 | 14 | 15  | 18  | 19  | 20  | 20  | 23  | 24  | 25  | 28  | 31  | 34  | 34  | 37  | 37  | 40  | 40  | 43  |
| Forte dei Marmi | 1  | 4  | 7  | 10 | 13 | 16 | 16 | 19 | 19 | 19  | 22  | 25  | 28  | 31  | 34  | 37  | 40  | 41  | 44  | 45  | 48  | 48  | 51  | 51  | 54  | 57  |
| HRC Monza       | 1  | 4  | 4  | 7  | 10 | 10 | 13 | 13 | 16 | 16  | 16  | 16  | 17  | 17  | 17  | 17  | 20  | 23  | 26  | 27  | 30  | 30  | 30  | 33  | 36  | 36  |
| Matera          | 3  | 4  | 7  | 10 | 11 | 11 | 14 | 17 | 17 | 20  | 23  | 24  | 27  | 30  | 33  | 33  | 36  | 36  | 36  | 39  | 42  | 45  | 48  | 51  | 54  | 57  |
| Sarzana         | 1  | 1  | 1  | 1  | 1  | 4  | 4  | 4  | 5  | 5   | 5   | 8   | 11  | 12  | 12  | 12  | 12  | 12  | 12  | 12  | 12  | 12  | 13  | 13  | 16  | 16  |
| Thiene          | 0  | 0  | 0  | 0  | 0  | 0  | 0  | 0  | 3  | 6   | 6   | 6   | 6   | 6   | 6   | 9   | 9   | 10  | 10  | 10  | 11  | 11  | 12  | 12  | 12  | 12  |
| Trissino        | 1  | 2  | 5  | 5  | 8  | 11 | 11 | 14 | 14 | 15  | 18  | 19  | 22  | 22  | 22  | 22  | 22  | 25  | 25  | 25  | 28  | 31  | 34  | 34  | 34  | 35  |
| Valdagno        | 3  | 3  | 4  | 4  | 5  | 8  | 8  | 8  | 9  | 10  | 10  | 10  | 10  | 13  | 13  | 14  | 14  | 14  | 15  | 15  | 18  | 21  | 21  | 24  | 25  | 25  |

### Record squadre
- Maggior numero di vittorie: Forte dei Marmi e Matera (18)
- Minor numero di vittorie: Thiene (3)
- Maggior numero di pareggi: Breganze, CGC Viareggio, Follonica e Valdagno (7)
- Minor numero di pareggi: Forte dei Marmi, Matera, HRC Monza e Thiene (3)
- Maggior numero di sconfitte: Thiene (20)
- Minor numero di sconfitte: Forte dei Marmi e Matera (5)
- Miglior attacco: Amatori Lodi (133 reti realizzate)
- Peggior attacco: Thiene (70 reti realizzate)
- Miglior difesa: Matera (62 reti subite)
- Peggior difesa: Thiene (137 reti subite)
- Miglior differenza reti: Forte dei Marmi (+55)
- Peggior differenza reti: Thiene (-67)

### Classifica marcatori
| Gol |  |  | Giocatore      | Squadra   |
| --- |  |  | -------------- | --------- |
| 56  |  |  | Lucas Martínez | HRC Monza |